# Clarence Anglin
Clarence Alfred Anglin (Donalsonville, Georgia, 11 mei 1931 - mogelijk overleden op 11 juni 1962) was een Amerikaans crimineel die in juni 1962 uit de gevangenis Alcatraz ontsnapte en daarna voor zover bekend nooit meer is gezien.

## Beginjaren
Clarence Anglin werd geboren in Donalsonville, Seminole County. Clarence kwam uit een groot gezin van veertien kinderen. Zijn vader was George Robert Anglin en zijn moeder was Rachael Van Miller Anglin. Zij hadden een boerderij in Donalsonville, en verhuisden vervolgens naar Florida. Clarence en John gingen samen elk jaar kersen plukken in Michigan om de familie financieel te helpen. Clarence werd voor het eerst opgepakt toen hij aan het inbreken was in een tankstation. Hij was toen veertien jaar oud.

## Bankoverval en detentie
Op 17 januari 1958 beroofden Clarence Anglin en zijn broers John en Alfred een bank in Columbia (Alabama) met een speelgoedpistool en maakten daarbij $ 19.000 buit. Ze beroofden meestal plaatsen die op dat moment gesloten waren, om zeker te zijn dat niemand gewond zou raken. Ze werden vijf dagen later opgepakt in Hamilton (Ohio) en veroordeeld tot een gevangenisstraf van 35 jaar. Nadat hij had gepoogd te ontsnappen uit de staatsgevangenis in Atlanta, werd zijn broer John overgeplaatst naar een gevangenis in Leavenworth (Kansas). Nadat hij daar opnieuw een ontsnappingspoging deed, werd hij overgeplaatst naar de best beveiligde gevangenis van de Verenigde Staten: Alcatraz. Hij arriveerde daar op 21 oktober 1960 als gevangene AZ1476, en Clarence zelf kwam daar op 10 januari 1961 aan. In september 1961 bedachten de gebroeders Anglin samen met de medegevangenen Frank Morris en Allen West, die ze beiden nog kenden uit Atlanta, een uitgebreid plan voor een ontsnappingspoging.

## Ontsnapping

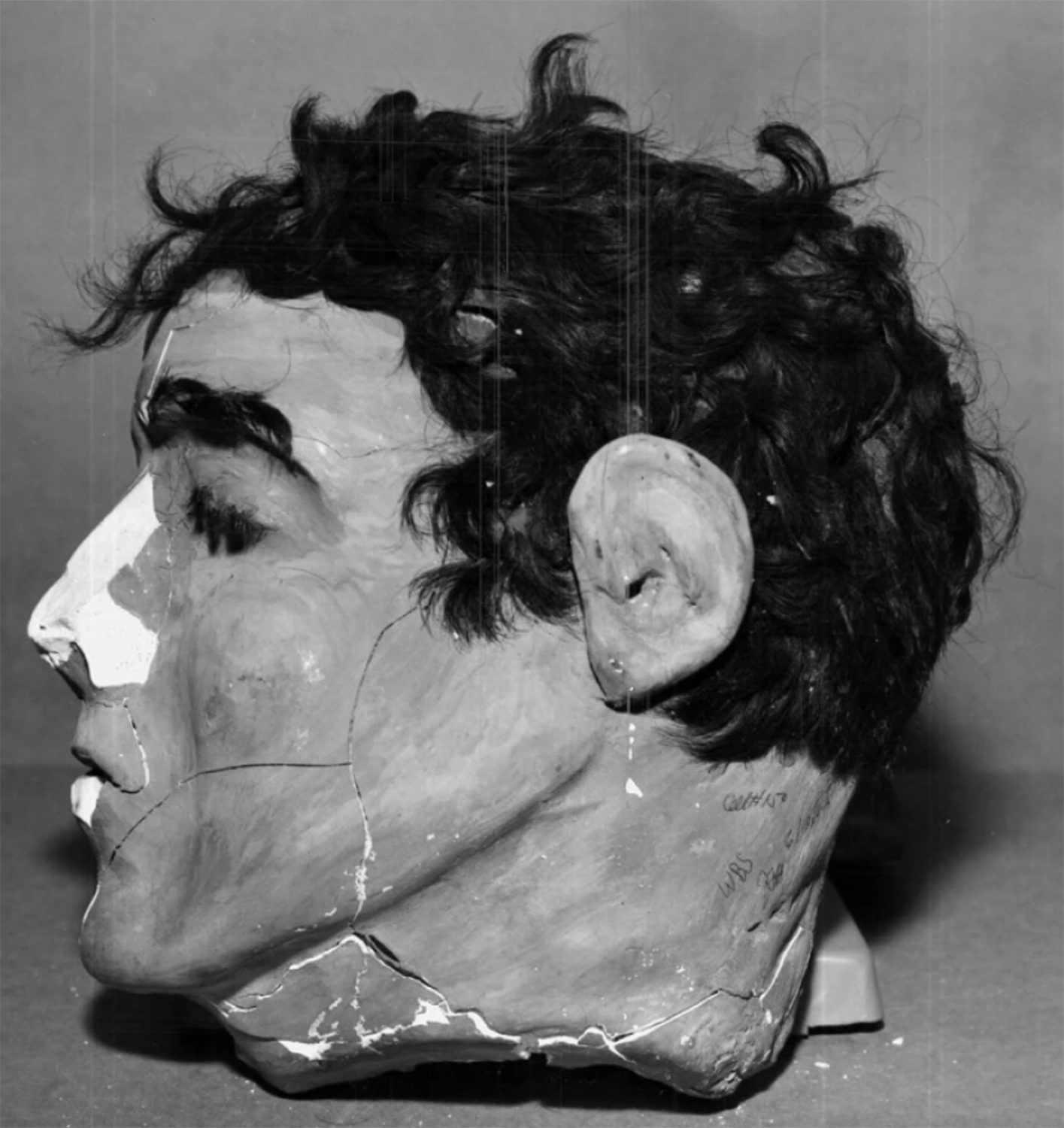
Een van de maskers

Tegen het einde van mei 1962 waren Morris, West en de gebroeders Anglin klaar met het maken van een gat in de muur rondom het ventilatierooster in hun cellen. Ook hadden ze levensechte maskers gemaakt om de bewakers te misleiden. In de nacht van 11 op 12 juni 1962 begon de ontsnapping met Morris en de Anglins door het beklimmen van de ventilatieschacht. Door een van de ijzeren spijlen te verwijderen bereikten ze de top van het dak. Met behulp van een opblaasbaar rubberen vlot dat ze hadden gemaakt van aan elkaar gelijmde regenjassen baanden ze vervolgens peddelend een weg door de zee. Ze zijn hierna nooit meer gezien. 
De volgende ochtend was de politie op zoek naar de drie ontsnapte criminelen rond Alcatraz en Angel Island, maar deze zoektocht was tevergeefs. In 1962 zijn de drie criminelen op FBI's Most Wanted-lijst gezet. West slaagde er niet in om uit zijn cel te ontsnappen en hij werd niet vervolgd. 
Nog geen jaar later, op 21 maart 1963, werd Alcatraz officieel gesloten.

## In de media
De film uit 1979 Escape from Alcatraz gaat over de ontsnapping van Frank Morris, Allen West en de broers Anglin. Clarence Anglin wordt hierin gespeeld door Jack Thibeau.
In 1963 publiceerde J. Bruce Campbell zijn boek Escape from Alcatraz over ontsnappingen van Alcatraz Island, met name over de ontsnapping van Frank Morris en de broers Anglin.
In 2023 verscheen Clarence Anglin in de Marvel Studios Disney+-televisieserie Loki. Hierin werd hij gespeeld door een van de regisseurs van de televisieserie, Aaron Moorhead. De broers Anglin en Morris ontsnappen in een aparte tijdlijn ook uit de Alcatraz-gevangenis, maar worden tijdens de ontsnapping onderbroken door Loki.